# Marusarzowa Przełączka
Marusarzowa Przełączka (słow. Ondrejova štrbina, ok. 2060 m) – głęboko wcięta, wąska przełęcz w Żabiej Grani (Žabí hrebeň) w Tatrach Wysokich. Znajduje się na granicy polsko-słowackiej i oddziela Marusarzową Turnię (Ondrejova veža, 2075 m) od Apostoła VII.
Z przełęczy w kierunku Morskiego Oka w Dolinie Rybiego Potoku schodzi Marusarzowy Żleb (Ondrejov žľab). Na wschodnią stronę do Doliny Żabich Stawów Białczańskich opada płytki żlebek, nieco poniżej przełęczy uchodzący na wielkie trawniki.
Nazwa przełęczy oraz pobliskiej turni została wprowadzona w 1954 r. dla uczczenia pamięci Jędrzeja Marusarza, górala, przewodnika tatrzańskiego i ratownika górskiego.

## Taternictwo
Pierwsze odnotowane wejście – 26 lipca 1905 r., Janusz Chmielowski, Károly Jordán z przewodnikiem Jędrzejem Marusarzem, podczas wejścia na Żabi Szczyt Niżni. Od Czarnego Stawu pod Rysami przez Owczy Upłaz i Marusarzowy Żleb prowadzi łatwe (0- w skali tatrzańskiej) wyjście na Marusarzową Przełączkę. Znane było jeszcze w czasach przedturystycznych. Obecnie jednak cały ten rejon znajduje się w zamkniętym dla turystów i taterników obszarze ochrony ścisłej Tatrzańskiego Parku Narodowego. Taternictwo można uprawiać na południe od Białczańskiej Przełęczy, dla turystów cała Żabia Grań jest niedostępna.